# Abri Sunset Park Trail
Pour les articles homonymes, voir Sunset.
 (juin 2020).
L'abri Sunset Park Trail, en anglais Sunset Park Trail Shelter, est un refuge de montagne américain du comté de Pierce, dans l'État de Washington. Situé dans la chaîne des Cascades, il est protégé au sein du parc national du mont Rainier. Il est inscrit au Registre national des lieux historiques depuis le 13 mars 1991.